# 昂皮伊莱博尔德
昂皮伊莱博尔德（法語：Ampilly-les-Bordes，法語發音：[ɑ̃piji le bɔʁd]）是法国科多尔省的一个市镇，位于该省中北部，属于蒙巴尔区。

## 地理
昂皮伊莱博尔德（47°37'58"N, 4°37'46"E）面积14.48 平方千米，位于法国勃艮第-弗朗什-孔泰大區科多尔省，该省份为法国中东部省份，北起奥布省，西接涅夫勒省和约讷省，南至索恩-卢瓦尔省，东南接汝拉省，东临上索恩省，东北部与上马恩省接壤。
与昂皮伊莱博尔德接壤的市镇（或旧市镇、城区）包括：马尼朗贝尔、塞纳河畔克米尼、拜尼厄莱瑞夫、茹尔莱拜尼厄。

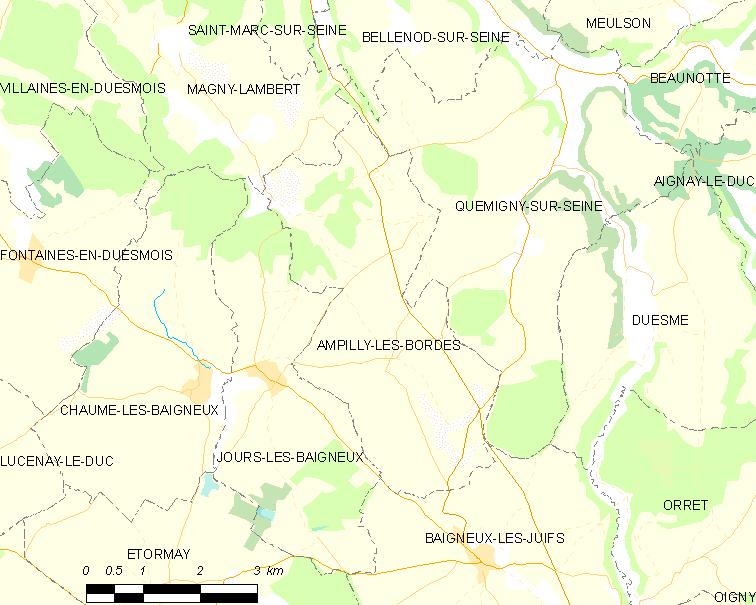
昂皮伊莱博尔德的OSM定位图

昂皮伊莱博尔德的时区为UTC+01:00、UTC+02:00（夏令时）。

## 行政
昂皮伊莱博尔德的邮政编码为21450，INSEE市镇编码为21011。

## 政治
昂皮伊莱博尔德所属的省级选区为塞纳河畔沙蒂永县。

## 人口

1962-2008年间昂皮伊莱博尔德人口变化图示

昂皮伊莱博尔德于2022年1月1日时的人口数量为81人。